# Chrome Dome

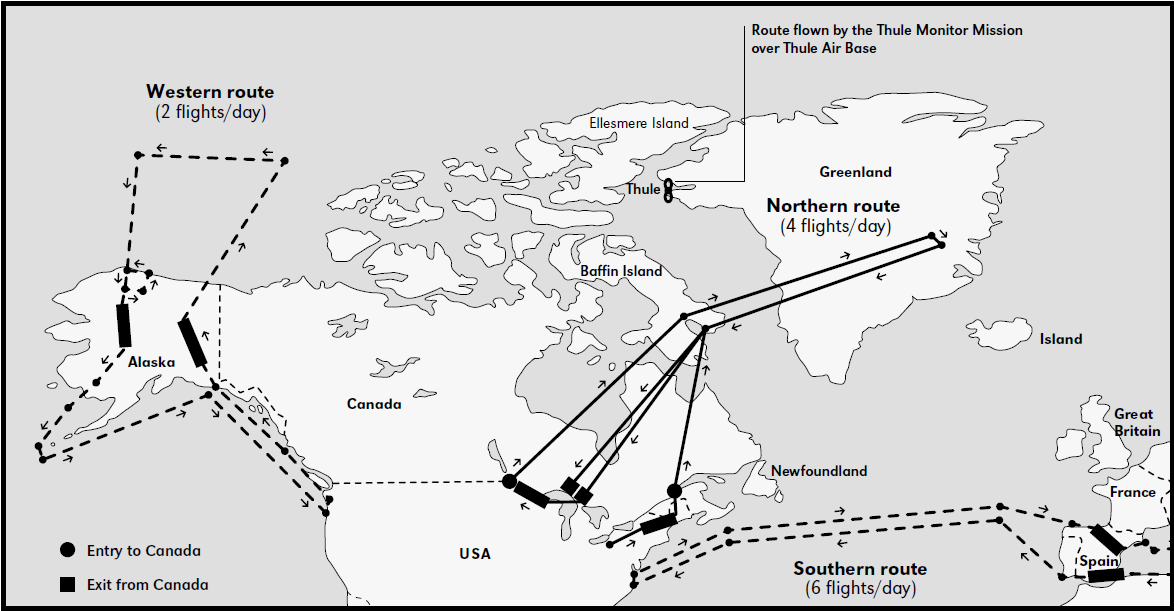
Tägliche Bereitschaftsflüge im Zusammenhang mit der Operation Chrome Dome (Zeichnung von 1966)

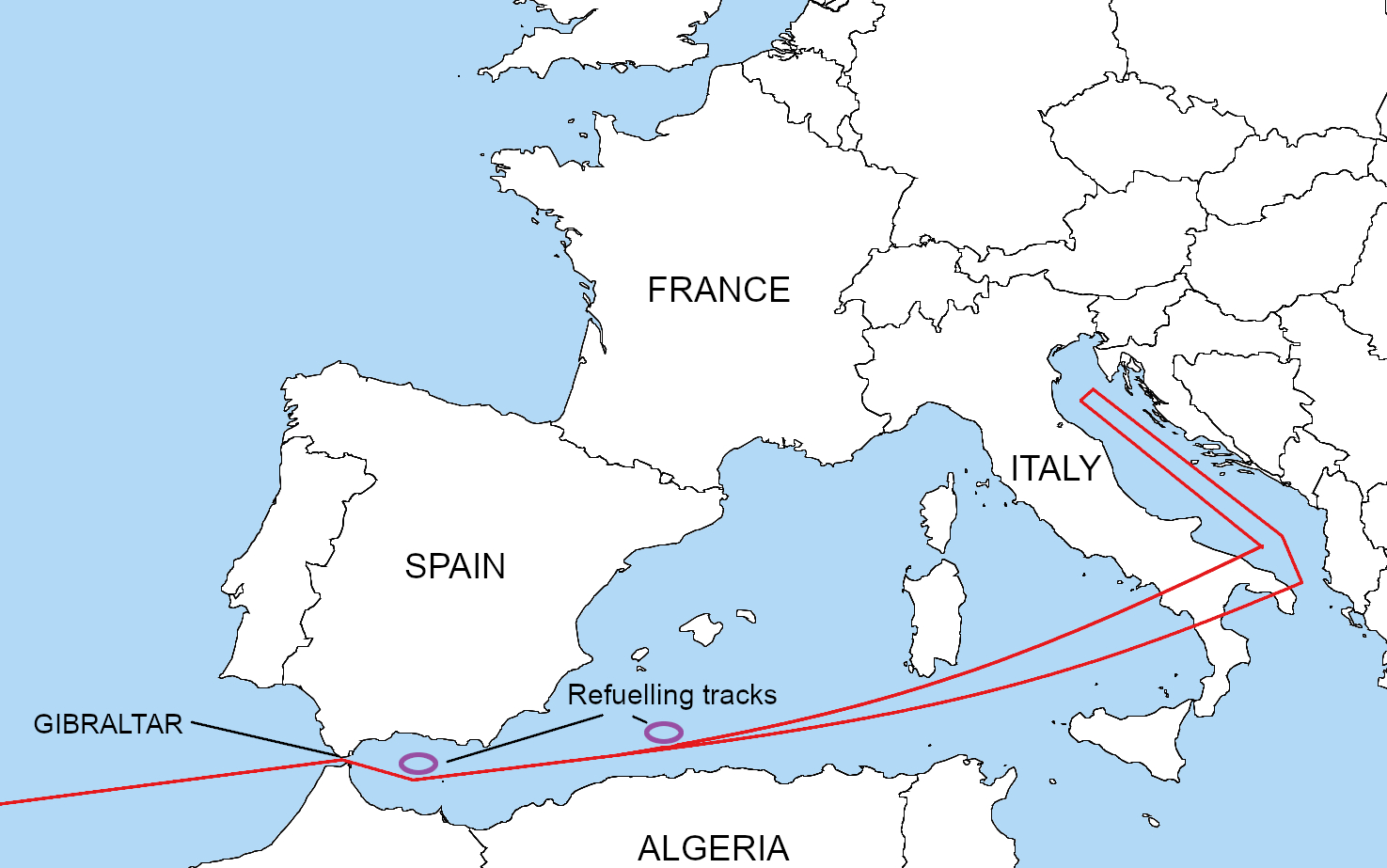
Europäischer Teil der täglichen Flugroute (6 Flüge täglich, 2 Luftbetankungen)

Die Operation Chrome Dome war eine von mehreren Operationen des Strategic Air Command der United States Air Force in der Zeit des Kalten Krieges, um eine Präsenz der US-Atomstreitkräfte rund um die Uhr in der Luft sicherzustellen. Zu diesem Zweck flogen von 1960 bis 1968 täglich bis zu zwölf mit thermonuklearen Bomben bestückte Boeing B-52 D festgelegte Routen ab. Im Fall eines nuklearen Angriffes durch die Sowjetunion sollten sie einen Vergeltungsschlag ausführen. Jede Besatzung hatte festgelegte Ziele, die im Kriegsfall anzugreifen waren, und zu jeder Zeit befanden sich mehrere Bomber meist nicht mehr als zwei Flugstunden von sowjetischem Territorium entfernt.

## Route
In der Regel war es folgender Rundkurs: Sheppard Air Force Base (Texas) → Neuengland → Atlantischer Ozean → Neufundland → Baffin Bay → Thule Air Base (Grönland) → Königin-Elisabeth-Inseln → Alaska → Sheppard AFB. Es waren standardmäßig zwei Luftbetankungen eingeplant (Nord- und Westroute). Eine weitere Route führte über den Atlantik, über die Straße von Gibraltar bzw. über den Norden Spaniens entlang der Grenze zu Frankreich in die Adria (Südroute).

## Beendigung
Nach Abstürzen über Spanien (Palomares, 1966) und Grönland (Thule Air Base, 1968), bei denen erhebliche Mengen radioaktive Substanzen freigesetzt wurden, wurden die Operationen Anfang 1968 eingestellt; zudem hatte sich die US-Militärdoktrin mittlerweile geändert und die US-Streitkräfte verfügten mit land- und U-Boot-gestützten Interkontinentalraketen über strategische Alternativen.

## Name
Die Bezeichnung „Chrome Dome“ lässt sich vermutlich als Anspielung auf die silberglänzenden („chromfarbenen“) B-52-Bomber verstehen, welche zu dieser Zeit noch nicht mit Tarnbemalungen versehen wurden. Lediglich ihre Unterseiten waren mit einer weißen „Anti Flash“-Farbe lackiert, welche die Intensität des bei einer Kernwaffenexplosion auftretenden Blitzes reflektieren sollte, um Besatzung und Maschine zu schützen.